# Holger Reinhardt
Holger Reinhardt (* 1960 in Dessau) ist ein deutscher Restaurator und Denkmalpfleger. Seit 2009 ist er Landeskonservator von Thüringen.

## Leben
Er wuchs in Dessau auf, machte zunächst eine Ausbildung als Steinmetz und qualifizierte sich danach als Diplom-Restaurator. 1992 wurde er Mitarbeiter am damaligen Thüringischen Landesamt für Denkmalpflege. Dort arbeitete er zunächst als Referent und ab 2001 als Leiter der Abteilung Querschnittsaufgaben.
Im Mai 2009 wurde er – zunächst kommissarisch – Landeskonservator von Thüringen, nachdem sein Vorgänger Stefan Winghart Landeskonservator von Niedersachsen und Präsident des dortigen Landesamtes für Denkmalpflege geworden war. Im März 2010 wurde Reinhardts Ernennung vom damals zuständigen Minister Christoph Matschie bestätigt.
In seiner Arbeit setzt er sich besonders für die Erhaltung der zahlreichen Schlösser und Herrenhäuser in Thüringen ein. So listete im November 2014 sein Amt 16 gefährdete Schlösser und Herrenhäuser auf. 2016 wurde ein Statusbericht zu nunmehr 64 gefährdeten Schlossanlagen veröffentlicht, von denen 20 Bauten sogar akut gefährdet seien. 2019 erfolgte ein erneuter gemeinsam mit Kulturstaatsminister Benjamin-Immanuel Hoff vorgestellter Bericht, bei dem festgestellt werden konnte, dass die Zahl der gefährdeten Schlösser auf 56 gesunken sei. Schloß Dreysa, das Herrenhaus Günzerode seien abgebrochen und aus der Denkmalliste gestrichen worden, bei 24 Objekten habe sich der Zustand seit 2015 verschlechtert. Andererseits seien fünf Objekte nachhaltig saniert und für 17 Objekte seien Sicherungsmaßnahmen durchgeführt worden.
Ein weiterer Schwerpunkt seiner Tätigkeit ist die Denkmalpflege bei Industriebauten und Bauten der Moderne. Besondere Beachtung in der Öffentlichkeit fanden dabei u. a. die Unterschutzstellung der ehemaligen Bahnhallen in Erfurt, und eine noch laufende Untersuchung zur Denkmalwürdigkeit von Gartenstadtsiedlungen wie Heinrichsgrün bei Gera, eine von Theodor Fischer geplante Werkssiedlung in Bad Langensalza und drei unter Einfluss von Heinrich Tessenow entstandene Siedlungen in Pößneck. Hinzu kommt die fachlichen Begleitungen der Sanierung von Bauten der frühen Moderne wie der von Egon Eiermann mitentworfenen und seit 1991 denkmalgeschützten ehemaligen Total-Werke Foerstner & Co. in Apolda, des ehemaligen Milchhofs in Arnstadt und weiterer Bauten der Bauhauszeit und der DDR-Zeit, die über Thüringens Grenzen hinaus eine Wirkung entfaltet haben.
Trotz der Erfolge rechnete Reinhardt 2019 damit, dass Thüringen pro Jahr etwa 100 Denkmale verlieren wird, wobei er beklagte, dass z. B. bei Denkmalverlusten wie beim Jagdschloss Rathsfeld, Herrenhaus Meilitz oder Schloss Walldorf die Landkreise offenbar den (vermeintlichen) wirtschaftlichen Interessen der Besitzer Vorrang gaben.

## Zitat
„Es geht längst nicht immer darum, etwas instandzusetzen. Entscheidend ist, simple normale Baupflege zu betreiben, was ja auch jeder normale Hauseigentümer macht. (...) Zudem müssen wir uns um Nutzungen bemühen. Wo etwas genutzt wird, wird auch darauf aufgepaßt. (...) Erfolgreich sind meist Mischnutzungen.“

## Veröffentlichungen
- Holzstuben in Thüringen, Hg.: Volkskundliche Beratungs- und Dokumentationsstelle für Thüringen, Erfurt 1999
- Die Außenwandmalereien an der Kirche St. Nikolaus in Jena-Lichtenhain, Reinhold-Verlag, Altenburg 2012
- Denkmalpflege: Kontinuität und Avantgarde, Reinhold-Verlag, Altenburg 2013
- Kirchendachwerke und profilierte Holzbalkendecken in Ostthüringen, mit Lutz Scherf, Thüringisches Landesamt für Denkmalpflege und Archäologie, Erfurt 2015
- Die Roten Spitzen zu Altenburg – Geleitwort zum Kolloquium im Residenzschloss Altenburg 04.-05.09.2015, mit Beiträgen von Knut Görich, Harald Wolter-von dem Knesebeck u. a., Hg.: Thüringisches Landesamt für Denkmalpflege und Archäologie, E. Reinhold Verlag, Altenburg 2018, ISBN 978-3-95755-037-8